# قارئ القرآن
المقرئ أو قارئ القرآن أحد القراء، يتدرب على حفظ القرآن وإلقائه على مسامع الناس سواء تجويداً أو ترتيلاً، ويجب أن يتميز قارئ القرآن بجودة الحفظ وحسن الصوت والقدرة على إلقاء القرآن على مسامع الناس لمدة طويلة[بحاجة لمصدر].

## تدريب القارئ
في الماضي كان قارئ القرآن يتلقى القرآن منذ الصغر في مدرسة تحفيظ القرآن على يد شيخ محفظ للقرآن تسمى كُتّابا. أما في الوقت الحاضر وبعد اندثار الكتاتيب فهناك مدارس وحلقات تحفيظ القرآن في المساجد.

## انظر كذلك
نقل شفوي